# قطعنامه ۱۰۹۶ شورای امنیت
قطعنامه ۱۰۹۶ شورای امنیت سازمان ملل متحد که در تاریخ ۳۰ ژانویه ۱۹۹۷ تصویب شد، سندی بین‌المللی دربارهٔ بررسی وضعیت در گرجستان است. این قطعنامه طی نشست ۳۷۳۵ام با ۱۵ رای موافق، ۰ مخالف و ۰ ممتنع تصویب شد.